# Le Diable vint d'Akasava
Pour plus de détails, voir Fiche technique et Distribution.
Le Diable vint d'Akasava (Der Teufel kam aus Akasava en allemand ou El diablo que vino de Akasawa en espagnol) est un film germano-espagnol réalisé par Jesús Franco sorti en 1971.

## Synopsis
L'assistant du professeur Forrester découvre dans la jungle de Akasava une pierre mystérieuse avec une force de rayonnement sans précédent. L'assistant est blessé par balle par un inconnu, mais peut sauver et donner au professeur la pierre dans une valise. Forrester va voir le Dr. Thorrsen pour avoir de l'aide. Entre-temps, la maison du professeur est cambriolée par un inconnu qui s'empare de la pierre et tue l'assistant avec son rayonnement. Le Dr Thorssen et son épouse Ingrid, suivis par Forrester, racontent à la police que Forrester a disparu et que son assistant a fait un accident vasculaire cérébral.
Lorsque dans le bureau londonien du professeur Forrester un agent secret est poignardé et que Sir Kingsley, un confrère de Forrester, demande des précisions sur la mystérieuse affaire, Sir Philipp, le chef de Scotland Yard envoie l'agent Jane à Akasava. Jane rencontre Rex Forrester, le neveu du professeur, qui est à la recherche de son oncle et attend un certain Tino Celli qui prétend être un vieil ami du professeur. Elle se présente comme une danseuse et la femme du consul britannique Irving Lambert.
Rex fait la connaissance du Dr Thorssen et de son épouse Ingrid. Le médecin affirme que Forrester a probablement été assassiné. Des organisations criminelles souhaitent posséder la pierre avec laquelle on peut produire de l'or. Rex, qui ignore que Thorssen a la pierre, est blessé à la jambe par un tir dans le jardin de la clinique. Irving Lambert et Tino Celli, qui est agent de renseignement italien, fouillent plus tard la villa de Thorssen et sont assassinés.
Le Dr Thorssen fait venir clandestinement la pierre à Londres en la cachant dans le plâtre à la jambe de Rex. Ingrid Thorssen l'accompagne à la clinique du Dr Henry, où Sir Kingsley est traité. Jane, qui est également de retour à Londres, découvre que Rex est un officier de Scotland Yard. Après que des organisations criminelles s'entretuent, Rex et Jane découvrent qui est le véritable cerveau du crime.

## Fiche technique
- Titre français : Le Diable vint d'Akasava[1]
- Titre allemand : Der Teufel kam aus Akasava
- Titre espagnol : El diablo que vino de Akasawa
- Réalisation : Jesús Franco
- Scénario : Ladislas Fodor et Paul André
- Production : Artur Brauner et Karl Heinz Mannchen
- Musique : Sigi Schwab (de) et Odón Alonso
- Photographie : Manuel Merino
- Montage : Clarissa Ambach
- Décors : Klaus Meyenberg et Alberto Montenegro
- Sociétés de production : CCC-Film, Fénix Cooperativa Cinematográfica
- Société de distribution : C.E.A. Distribución
- Pays d'origine :  Allemagne de l'Ouest /  Espagne
- Langue : allemand, espagnol
- Format : Couleurs - 1,66:1 - Mono - 35 mm
- Genre : Aventure
- Durée : 84 minutes
- Dates de sortie :
  -  Allemagne de l'Ouest : 5 mars 1971
  -  Autriche : 5 avril 1971
  -  Turquie : 18 décembre 1972
  -  Espagne : 12 novembre 1974

## Distribution
- Fred Williams : Rex Forrester

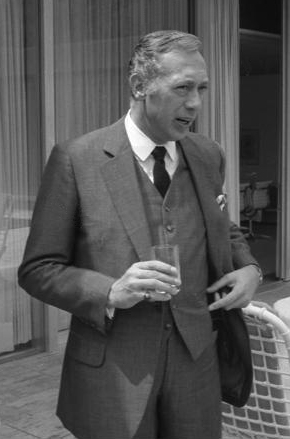
Horst Tappert, le 23 juin 1971

- Soledad Miranda sous le nom de Susann Korda : Jane Morgan
- Horst Tappert : Dr. Andrew Thorrsen
- Ewa Strömberg : Ingrid Thorrsen
- Siegfried Schürenberg : Sir Philipp
- Walter Rilla : Lord Kingsley
- Blandine Ebinger : Lady Kingsley
- Paul Muller : Dr. Henry
- Alberto Dalbes : Irving Lambert
- Howard Vernon : valet de Lord Kingsley
- Jesús Franco : Tino Celli
- Ángel Menéndez : Professeur Forrester
- Rudolph Hertzog jr. : Inspecteur
- Karl Heinz Mannchen : l'assistant de Sir Philipp
- Moisés Augusto Rocha (de) : un agent

## Autour du film
Il s'agit de la vingt-quatrième adaptation allemande d'un livre d'Edgar Wallace, en l'occurrence la nouvelle Keepers of the Stone.
Le film est tourné du 3 août au 9 septembre 1970 en Espagne, au Portugal, à Londres et Berlin-Ouest.
Après trois années de pause, Siegfried Schürenberg reprend son rôle de Sir John, chef de Scotland Yard, appelé ici Philipp.
La bande originale du film provient du disque Sexadelic Dance Party. On peut aussi entendre ce disque dans Vampyros Lesbos (1970) et Crimes dans l'extase (1971). Par ailleurs, on peut entendre un morceau dans Jackie Brown de Quentin Tarantino.

## Source de traduction
- (de) Cet article est partiellement ou en totalité issu de l’article de Wikipédia en allemand intitulé « Der Teufel kam aus Akasava » (voir la liste des auteurs).